# 欧希德
欧希德，是匈牙利佐洛州所辖的一个村，总面积12.48平方公里，总人口579，人口密度46.4人/平方公里（2010年1月1日）。